# Såtenäs
Såtenäs est un village de la municipalité de Lidköping dans le comté de Västra Götaland en Suède.

## Géographie
Såtenäs est situé dans la partie sud-ouest de Vänern à environ 32 kilomètres de Lidköping et 32 kilomètres de Trollhättan.